# Фландрське графство
Фландрське графство (лат. Comitatus Flandriae; фр. Comté de Flandre; нід. Graafschap Vlaanderen; з.-флам. Groafschap Vloandern) — одне із найпотужніших феодальних володінь середньовічних Нижніх Земель. Було розташоване на узбережжі Північного моря на території сучасної Бельгії (більша частина) і Франції (західна частина графства).
На відміну від своїх сусідів в Нижніх Землях, таких як Зеландія, Голландія, Брабант і Ено, що перебували в складі Священній Римські імперії, Фландрія після розділу Каролінзької імперії опинилась у складі Французького королівства. Графи Фландрські володіли найпівнічнішою частиною королівства і належали до перших дванадцяти перів Франції. Протягом століть економічна активність фламандських міст, таких як Гент, Брюгге та Іпр, робила Фландрію одним із найзаможніших регіонів Європи, а також створювала міцні міжнародні зв'язки з торговими партнерами.
Протягом існування Фландрського графства між 862 роком (рік призначення першого графа Балдуїна Залізна Рука) і 1384 роком (рік смерті останнього фландрського графа Людовика II Мальського), кордони суверенного графства постійно змінювались через збройні та політичні протистояння. У XIV столітті через шлюбні зв'язки графство потрапило під владу Бургундського герцогства, а в XVI столітті стало частиною Габсбурзьких Нідерландів.
До 1477 року основна територія графства під французьким сюзеренітетом знаходилась на захід від Шельди і називалася «Королівська Фландрія» (нід. Kroon-Vlaanderen, фр. Flandre royale). Окрім цього, графи, починаючи з XI століття, володіли землями на схід від Шельди як леном Священної Римської імперії, що отримали назву «Імперська Фландрія» (нід. Rijks-Vlaanderen або фр. Flandre impériale). З 1384 року графство приєдналося до своїх сусідів з Нідерландів у складі Бургундських Нідерландів, що зрештою ускладнило його відносини з Францією. Більша частина графства увійшла до складу імперії після Мадридського миру 1526 року та Дамського миру 1529 року.
Західні території Фландрії були завойовані французами за Франциска I і Людовика XIV. Фландрія як політичне утворення офіційно припинила існування із захопленням французами Австрійських Нідерландів в 1795 році.
До 1795 року всі Австрійські Нідерланди, спадкоємці Бургундських Нідерландів, були анексовані Першою французькою республікою і це було підтверджено договором 1797 року. Після битви при Ватерлоо в 1815 році ці території, включаючи більшу частину старого Фландрського графства увійшли до новоствореного Об'єднаного королівства Нідерландів, яке було розділене між 1830 і 1839 роками на сучасні країни Бельгія, Люксембург та Нідерланди. Території Фландрського графства разом із Каталонією є єдиними частинами середньовічного Французького королівства, що врешті опинились за межами сучасної Франції (від претензій на Каталонію Французьке королівство відмовилось в 1258 році).

## Етимологія
Спочатку термін Фландрія стосувався території навколо Брюгге. Вперше він згадується в творі «Vita sancti Eligii», біографії святого Елігія (бл. 590—660). Твір був написаний до 684 року, але відомий лише з 725 року. У цьому творі згадується лише про місце «у Фландрії».
Германська етимологія для Фландрії та фламандської мови (нід. Vlaanderen, Vlaams) була запропонована Маурітсом Ґісселінгом у 1948 році на основі статті Рене Вердейєна в 1943 році.
Згідно з цією пропозицією, терміни Фландрія та Фламандія, ймовірно, походять від слів, що походять від прагерманського flaumaz, що означає потік, течія, повінь або вир. Виходячи з цього, припускають, що існував протогерманський термін flaumdra, який позначав заболочену землю. За словами Торіанців, сила цієї версії полягає в тому, що вона описуватиме солончаки та мулисті рівнини цього низинного прибережного регіону. Воно регулярно затоплювалося до того, як близько 1050 року почалося будівництво дамб. Однак слабким місцем версії є те, що потрібні германські словоформи не зустрічаються в жодних записах нідерландської мови чи її діалектів. Натомість порівняння базувалося на давньоверхньонімецьких flywen і flouwen і давньоскандинавському flaumr.

## Історія

### Доісторичний час та античність

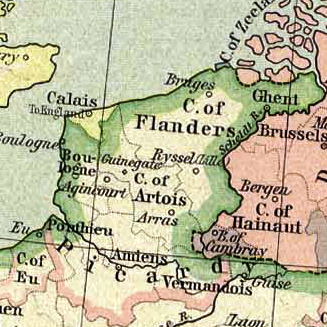
Фландрія й Артуа

Територія Фландрії була заселена з доісторичних часів. Під час залізного віку на пагорбі Кеммельберг існувало важливе кельтське поселення. За часів Юлія Цезаря місцевість населяли белги, збірна назва для всіх кельтських і германських племен на півночі римської Галлії. Зокрема у Фландрії це були Менапії, Моріні, Нервії та Атребати.
Юлій Цезар завоював територію приблизно в 54 році до нашої ери, і населення було частково романізовано з 1-го до 3-го століття. Римська дорога, що сполучала Кельн з Булонь-сюр-Мер, використовувалася як периметр оборони. На півдні галло-романське населення змогло зберегти себе, тоді як північ стала нічийною землею, яка також страждала від регулярних повеней з Північного моря.
У приморських і регіонах Шельди районах поступово з'явилися саксонські племена. Для римлян «сакс» був загальним терміном і включав англів, саксів, ютів і ерулів. Берегова оборона навколо Булоні та Ауденбурга, Litus Saxonicum, залишалася функціональною приблизно до 420 року. Ці форти були укомплектовані саксонськими солдатами.
Зі своєї базової землі Токсандрії салічні франки далі поширилися в Римську імперію. Перше вторгнення на землі атребатів було відбито в 448 році в битві при Вікус Гелені. Але після вбивства римського полководця Флавія Аеція в 454 році та римського імператора Валентиніана III в 455 році салічні франки майже не зустріли опору. З Дуйсбурга король Хлодіон Довговолосий завоював Камбре і Турне і дійшов до Сомми. Після його смерті виникло два салічних королівства. Хільдерік згадується в 463 році як король Турне і союзник римлян проти вестготів. Він також був адміністратором провінції Белгіка II (Belgica Secunda). Його син Хлодвіг завоював з 486 р. всю Північну Францію.

### Раннє середньовіччя
Покинуте узбережжя та регіон Шельда були частково заселені з IV століття саксами та франками зі сходу Рейну, які зберегли свою германську культуру та мову. У V столітті салічні франки оселилися в сучасній Північній Франції та Валлонії, переважно навколо міст Куртре, Турне та Баве. Вони адаптувалися до місцевого галло-романського населення. Починаючи з VI століття нічийна земля на півночі була заповнена франками з Рейнської області та іншими германськими групами з Нідерландів і Німеччини.
Перша хвиля імміграції на сучасній фламандській території супроводжувалася обмеженою християнізацією. На хвилі іммігрантів місіонери намагалися навернути язичницьке населення, але без великого успіху. Єпископства були відновлені, як правило, з тими самими природними кордонами пізньої римської доби. Вугільний ліс (Silva Carbonaria) відокремила єпископство Камбре від єпископства Тонгерен, тоді як Шельда знову стала кордоном між єпископствами Камбре та Турне. Ведасту та Елевтерію було доручено відновити єпископство в Аррасі та Турне. Однак самостійно існувати цим єпископствам не вдалося. Наприкінці VI століття єпископство Арраса було приєднано до єпископства Камбре, а на початку VII століття те саме було зроблено з єпископствами Турне та Нуайона.
Наприкінці VI століття на півночі території, яка пізніше стане Нейстрією було створено герцогство Дентелінус. Герцогство, ймовірно, включало єпископство Булонь, Теруанн, Аррас, Турне, Камбре та Нуайон, тобто північно-західний регіон між Північним морем і Вугільним лісом, контури якого були дуже схожі на пізнішу Фландрію. Герцогство передусім було призначено для військового та стратегічного стримування фризьких і саксонських вторгнень і було наріжним каменем військової оборони імперії Меровінгів. У 600 році Хлотар II (584—628) був змушений тимчасово поступитися герцогством Австразії, але після відновлення австразійської дуалістичної монархії у 622—623 роках герцогство було повернуто.

### VII століття

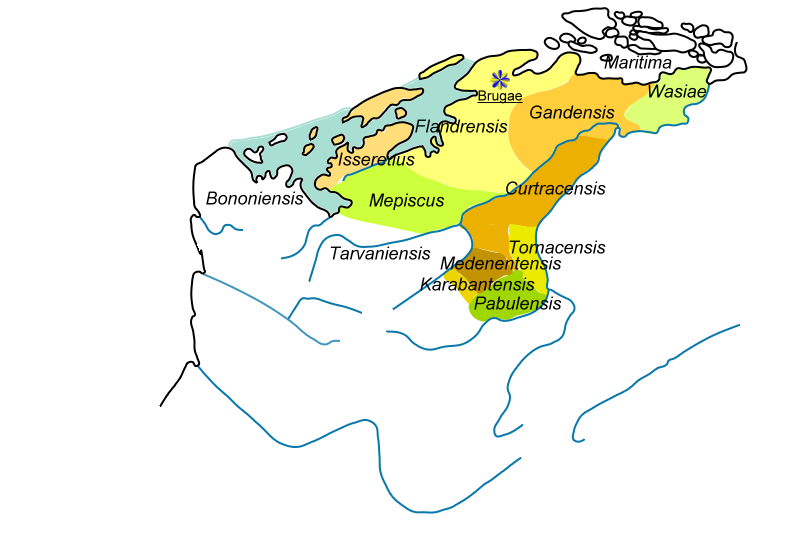
Пагі, тобто «графства» Фландрського маркізата на землях «відвойованих» у моря.

Наприкінці VI та в VII столітті новий приплив переселенців виник із західного регіону Па-де-Кале. Ця територія була германізована в V столітті, і нащадки саксів і франків оселилися в майбутніх Фландрії та Брабанті. Нові групи німецьких поселенців також прибули з Нідерландів та Німеччини. Їх нові поселення часто отримували ім'я свого німецького лідера з додаванням -інга-хайм (-inga haim), що означало «поселення племені X». Наприклад, назва Петегем (Petegem) походить від Петта-інга-хайм (Petta-inga-haim), що означає «поселення племені Петти».
Колонізація та германізація Фландрії відбулася в основному в VI—VII століттях. У VII столітті кількість населення зросла достатньо, щоб почати відбудову релігійної, військової та адміністративної інфраструктури. У лінгвістичній сфері ситуація стабілізувалася так, що у VIII столітті зміг виникнути великий двомовний регіон із лінійним мовним кордоном. У Па-де-Кале, яке довгий час було густонаселеним, у VI—VII столітті виник мовний бар'єр, але в IX столітті почався рух романізації, який триває до наших днів.
Спроби християнізації в VI столітті такими єпископами, як Елевтерій і Ведаст, здебільшого провалилися. Таким чином, у VIII столітті була обрана інша стратегія. Нова спроба християнізації була зроблена під впливом короля Дагоберта I. Він призначив кількох відданих місіонерів із південних частин свого королівства до своїх північних володінь. Місіонерам було доручено заснувати там монастирі та абатства, які мали служити центрами християнства в язичницькому регіоні. З цих центрів можна було розпочати навернення місцевого населення.
У 649 році Аудомар заснував абатство в Сітіу (абатство Сен-Бертен), а в 680 році Ауберт заснував абатство Сент-Вааст поблизу Арраса. Християнізація населення була в основному роботою місіонерів, таких як Амандус (абатство Св. Бавона та абатство Св. Петра в Генті) та Елігій Нуайонський (прибережний регіон та Антверпен). В житії Елігія вперше згадується слово Фландрія, коли святий відвідував цю територію близько 650 року.
У VII столітті на фламандських територіях були створені перші гау або пагі. Гау були адміністративними підрозділами міст. Гау з VII і VIII століть стане основою графства Фландрія. Відомості про Pagus Tornacensis датуються ~580 роком, а з VII століття походить інформація про pagus Cambracinsis (663 р), pagus Taroanensis (649 р) і pagus Bracbatensis (наприкінці VII століття). З VIII століття відомо про pagus Rodaninsis (з 707 року), pagus Gandao (з першої чверті століття), pagus Mempiscus (з 723 року) та pagus Flandrensis (приблизно з 745 року). Нарешті, також вказуються pagus Austrebatensis і pagus Curtracensis як меровінгські гау.

### Каролінгі

Фландрське графство в X столітті в складі Французького королівства (рожевим), поруч із Нижнім (зеленим) і Вехнім (помаранчевим) Лотарінзькими герцогствами, що входили до складу Священної Римської імперії (жовтим). Мовний кордон позначений червоними крапками

У 751 році каролінгський мажордом Піпін Короткий усунув Меровінгів від влади сам посів трон Франкського королівстваі. Останній король Меровінгів, Хільдерік III, був ув'язнений в пізнішому абатстві Святого Бертіна в Сент-Омері, а його довге волосся, символ королівської влади, було відрізано.
Карл Великий став наступником свого батька Піпіна Короткого в Нейстрії та Австразії, а після смерті свого брата Карломана зміг возз'єднати всю Франкську імперію. Хоча його столиця знаходилась в Аахені, він проводив багато часу, подорожуючи своїми територіями. У 811 році він оглянув флот, який він наказав побудувати в Булоні та Генті для захисту від вторгнень вікінгів.
Регіон, що охоплював майбутню Фландрію, був, з економічної точки зору, процвітаючим регіоном із серією портів уздовж річки Шельда: Гент, Турне, Валансьєнн, Камбре та Ламбр і Дуе на річці Скарпа, а також низкою морських портів: Квентович, Булонь та Ізер, порт у гирлі Ізера. Крім того, регіон включав низку багатих абатств, таких як абатство Сен-Бертен, абатство Сен-Баво, абатство Сен-Аманд і абатство Сент-Вааст.
Наступником Карла Великого став його син Людовик Благочестивий. Ще за життя Людовика, його троє синів почали боротьбу за його спадок. Зрештою вони уклали кілька договорів, з яких Верденський договір, підписаний у 843 році, став остаточним. Ці договори створили Східне, Середнє та Західне франкські королівства. Західне Франкське королівство, що дісталось Карлу II Лисому, включала первинне графство Фландрія, яке займало територію приблизно між Ауденбургом, Аарденбургом і Торхаутом в сучасній Бельгії.
Після смерті королів Середньої Франкії, у 870 році правителі Західного та Східного Франкського королівств розділили це королівство між собою за Мерсенським договором. Тепер Західна Європа була поділена на дві частини: єдине Західне Франкське королівство (пізнішу Францію) і вільну конфедерацію князівств Східної Франкії, яка згодом стала Священною Римською імперією.
На півночі ці дві держави були розділені річкою Шельда, яка раніше відділяла Західну Франкію від Середньої Франкії. Цей поділ залишався незмінним біля 650 років, аж до часів Карла V, імператора Священної Римської імперії.

### Зростання в IX—XI століттях (864—1071)

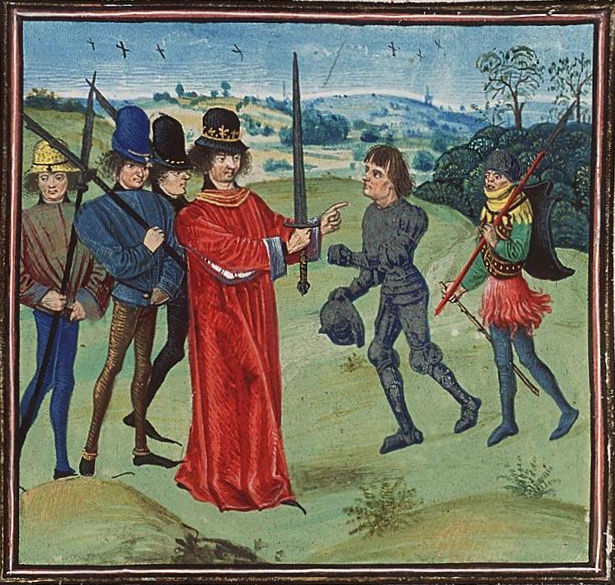
Призначення королем Карлом Лисим першого графа Фландрії Балдуїна

У військовому, економічному та політичному плані Європа пережила глибоку кризу. З півночі вторглися вікінги, зі сходу — угорці, з півдня — сарацини. Усі вони приносили спустошення і руйнування. Центральна влада двох франкських королівств не змогла організувати ефективну оборону, через що населення втратило віру та довіру до своїх далеких правителів. На хвилі цього вакууму влади місцеві можновладці, що часто були нащадками сподвижників Карла Великого, користувались шансом зосередити владу на місцях в своїх руках.
Фландрське графство походить від гау Pagus Flandrensis, очолюваного династією Форестьєрів, призначеної Карлом Великим, який об'єднав невеликі феодальні території у вищих частинах Фламандської долини. Династія Форестєрів також зміцнила владу церкви на відносно спустошеній території.

Французьке королівство в 1030 році (Фландрія вгорі, зеленим кольором).

Першим маркграфом (графом) Фландрії у 862 році став Балдуїн I, і з цим пов'язаний романтичний переказ: Болдуїн втік із дочкою франкського короля Карла Лисого, Юдит, яка раніше була одружена з двома англійськими королями і відмовилася від наказу батька повернутися до нього. За посередництвом папи франкський король примирився зі своїм зятем і дав йому титул маркграфа, а також відповідні феодальні території як посаг. Маркграфство було перш за все військовим призначенням, і деякі версії припускають, що король Карл зробив Болдуїна маркграфом в надії, що він буде вбитий вікінгами.
Спочатку цим актом французькі королі мали намір забезпечити безпеку північного французького кордону від вторгнень вікінгів. Графи Фландрські, однак, добре скористались кризовою ситуацією і включили до складу графства навколишні пограбовані території. З роками графи поширили вплив первісного фламандського Pagus Flandrensis на всі території на південь і захід від річки Шельда, включно з нинішнім володінням Чотири Амти, Зеландською Фландрією, бургграфством Алст на сході та графством Артуа на півдні, яке залишалось частиною Фландрії, поки не стало окремим графством у 1237 році. Після цієї дати графство Артуа час від часу потрапляло під владу графа Фландрії як окремий феод, доки воно не було поглинене французькою короною.

### XI—XIII століття (1071—1278)
У 1071 році Роберт I став графом Фландрії після успішного повстання проти свого племінника Арнульфа III, який загинув у битві при Касселі. Фламандські лицарі в XI та XII століттях були одними з найефективніших і шанованих лицарів Європи, ще до Хрестових походів. Вони були відомі як лицарі, але ненадійні щодо дотримання релігійних норм. Незважаючи на це, граф Роберт II і його дружина Клементія Бургундська були прихильниками Клюнійського реформаторського руху. В жовтні 1096 року Роберт вирушив з армією в Перший хрестовий похід. Незважаючи на те, що більшість фламандських дворян була відсутня протягом чотирьох років, закон і порядок в графстві підтримувалися завдяки постійному керівництву графині Клементії та заступництву єпископа Ламберта Аррасського. Для підтримання миру та спокою місцеве духовенство сприяло руху «Мир Божий» (Pax et treuga Dei).

### Розквіт у XII—XIII століттях

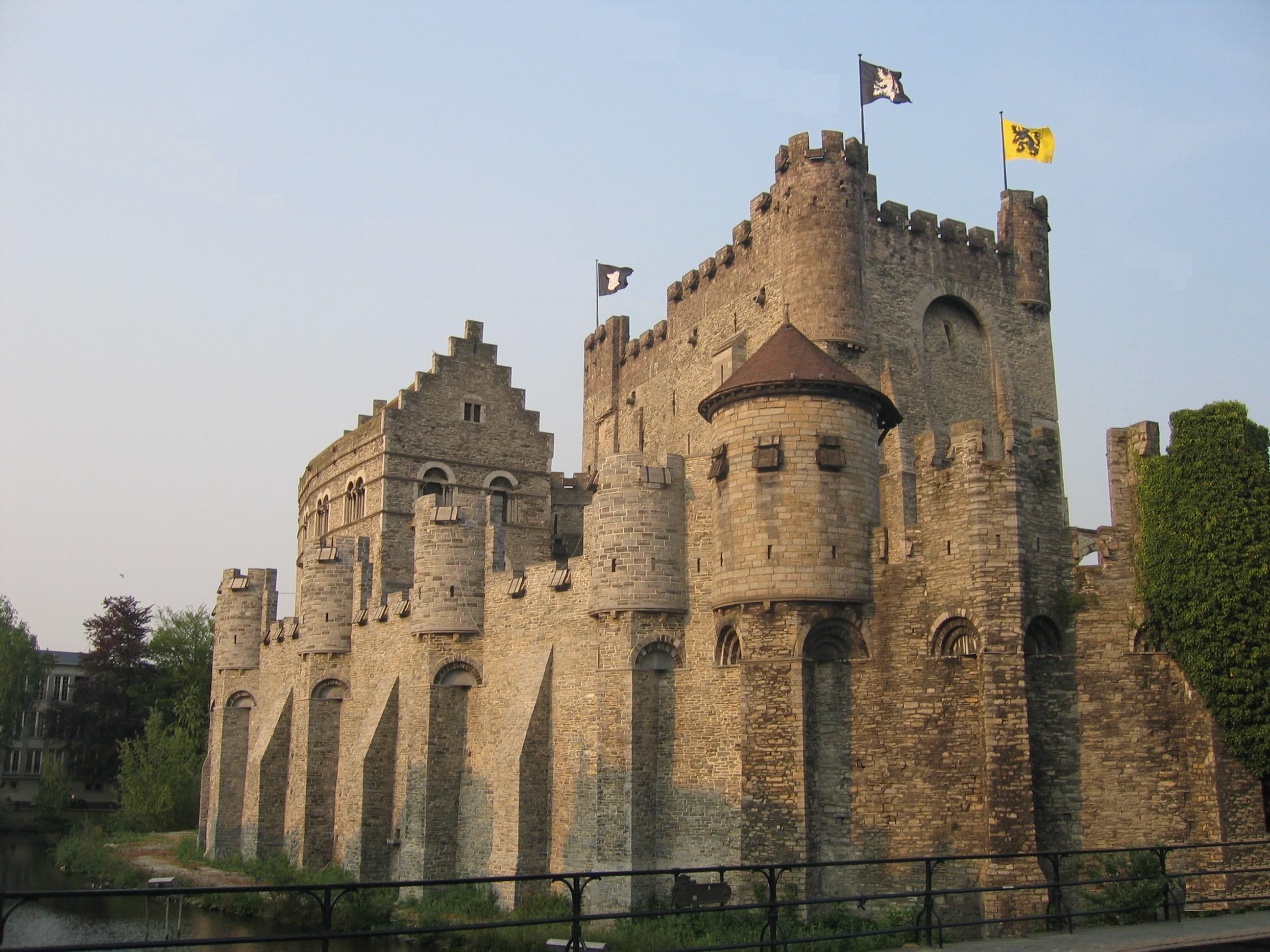
Гравенстен — замок графів Фландрських в Генті, побудований Філіпом I Ельзасським

Фландрський дім залишався при владі до 1119 року, коли Балдуїн VII помер без спадкоємців, і графство успадкував Карл Добрий, з син короля Данії Кнуда IV і дочки Роберта Фландрського. Він відмовився від титулу «Маркіз Фландрський», який використовувався поряд із графським титулом з X століття. Графи Фландрські стали останніми французькими сеньйорами, які використовували титул маркіз в середньовіччі, і він знову з'явиться вже у ренесансній Франції лише з 1504 року. Після недовгочасного правління Вільгельма Кліто (1127–1128), графство перейшло до Теодоріха (Тьєррі) з Ельзаського з дому. За Теодоріха (1128–1168) та його наступника Філіппа I Ельзаського (1168–1191) багатство, вплив та могутність Фландрії значно посилились.
У другій половині XII століття графство пережило період великого процвітання, коли Філіппу Ельзаському вдалося приєднати до Фландрії графство Вермандуа як спадок своєї дружини. Території, які він контролював, тепер знаходилися на відстані 25 кілометрів від Парижа і були більшими за королівський домен його сюзерена, короля Франції.

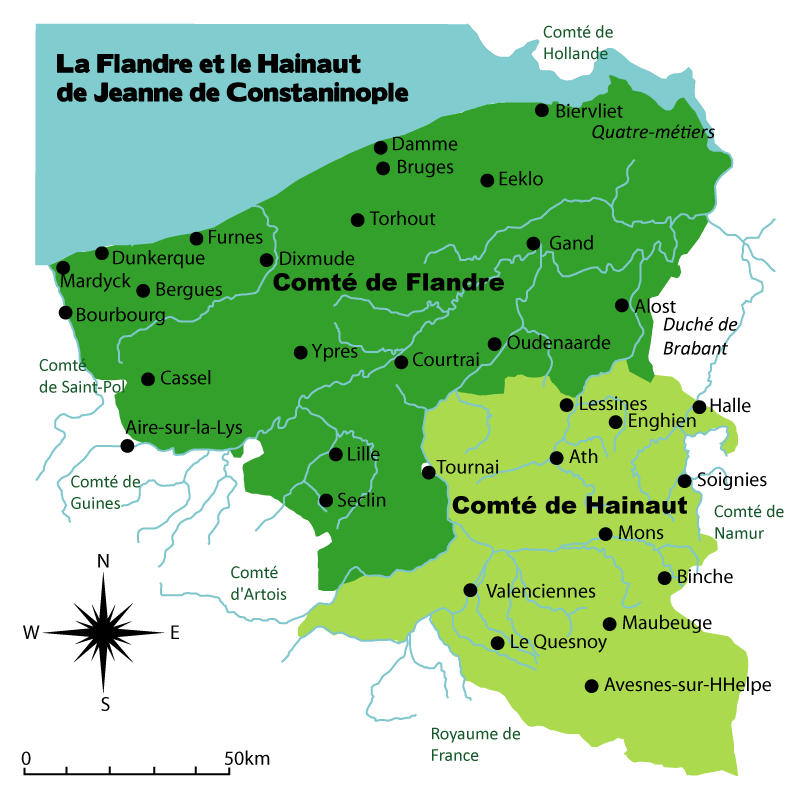
Карта Фландрії (темним) та Ено (світлим) за часів графині Жанни Константинопольської (1200–1244)

Під час правління Ельзаського дому розвивалися міста та формувалися нові установи. Розвивались засновані братом Філіпа Матвієм Ельзаським порти Гравлін, Ніувпорт, Дамм, Бирвліт, Дюнкерк і Мардейк, а також Кале. Окрім колонізації місцевої території, приморські порти допомагали боротись з ризиком замулення річок Аа, Ізер і Звін, що загрожувало транспортній доступності провідних фламандських торгових міст, таких Сент-Омер, Іпр та Брюгге. Порт Бирвліт також служив протидією голландському впливу.
Торговими партнерами Фландрії були через морське сполучення Англія, країни Балтії та Франція, а по суші Рейнська область та Італія. Торгівля з Англією вовною мала особливо важливе значення для розвитку фламандської суконної промисловості. Багатство багатьох фламандських міст (як дотепер свідчать їх збережені дзвіниці та суконні торгові ряди) походило від виробництва вовняного сукна і більшість сировини для нього поступало з Англії. Крім цього, важливе значення мала торгівля зерном з Англією та з Гамбургом (через Голландію). У XII столітті Сент-Омер став найважливішим транзитним портом для французького вина. Це були століття прориву фламандських купців з їхньою торгівлею з Англією, Балтійським регіоном та Південно-Західною Францією, а також сухопутними шляхами до Рейнської області та Італії, хоча пізніше останніх замінили щорічні Шампанські ярмарки. Процвітаючі торгові міста Фландрії зробили її однією з найбільш урбанізованих частин Європи.
У 1194 році Балдуїн I Константинопольський з дому Ено став наступником Ельзаського дому.

### Криза XIV століття (1278–1384)

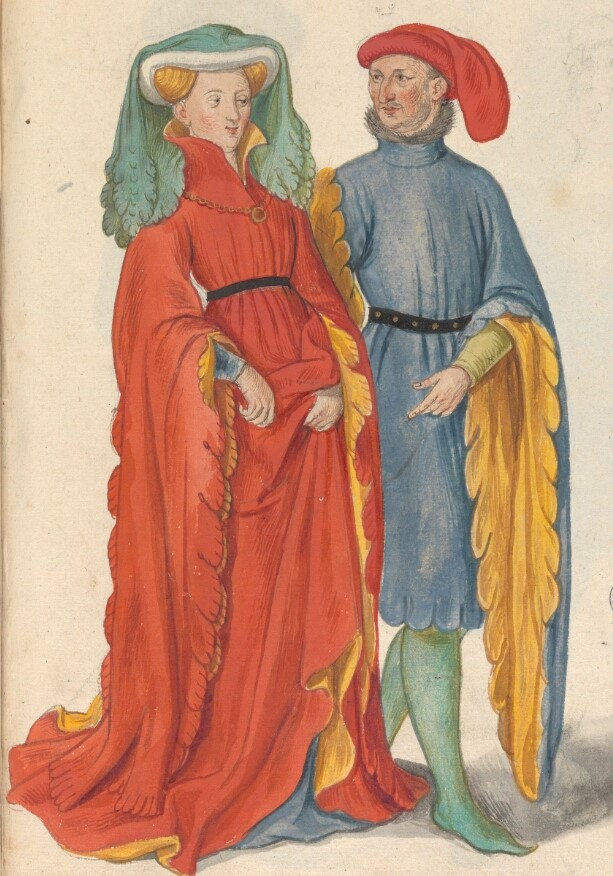
Фламандська дама та кавалер у 1400 році, проілюстрований у рукописі «Théâtre de tous les peuples et nations de la terre avec leurs habits et ornemens divers, tant anciens que modernes, diligemment depeints au naturel». Написана Лукасом д'Еером у 2-й половині XVI ст. Зберігається в бібліотеці Гентського університету.[14

У 1278 році графом Фландрії став Гі з Дамп'єрського дому. Король Франції хотів остаточно підкорити Фландрію і розпочав франко-фламандську війну (1297–1305). Автономні міські центри території, що набули дедалі більшої могутності в XII столітті, відіграли важливу роль у розгромі спроби французького вторгнення, завдавши поразки французам у битві Золотих шпор у 1302 році. Але зрештою французи перемогли в битві при Монс-ан-Певель та за договором в Аті-сюр-Орж (1305), Фландрія втратила Лілль, Дуе та Орші на користь Франції та була змушена сплачувати непомірні штрафи, але зберегла свою незалежність як лен Французького королівства. У цей період Фландрія пережила період відносного процвітання з її сильною суконною промисловістю та різноманітними творами мистецтва. Масштаби фламандської торгівлі були настільки великою, що статуї Мадонни з немовлям виготовлялися у Фландрії зі слонової кістки, яка була доступна лише через торгові мережі Індійського океану.
Однак у наступному столітті процвітання Фландрії зменшилося через масштабне падіння кількості населення Європи після пандемії Чорної смерті 1348 року, порушення торгівлі під час довгої англо-французької Столітньої війни (1338–1453) та збільшення виробництва тканини з англійської вовни в самій Англії. Ще у XII столітті деякі фламандські ткачі переїхали до Ворстеда та Північного Уолшема в Норфолку та заснували тут місцеву вовняну промисловість.

### XV століття. Під владою Бургундії (1384–1506)

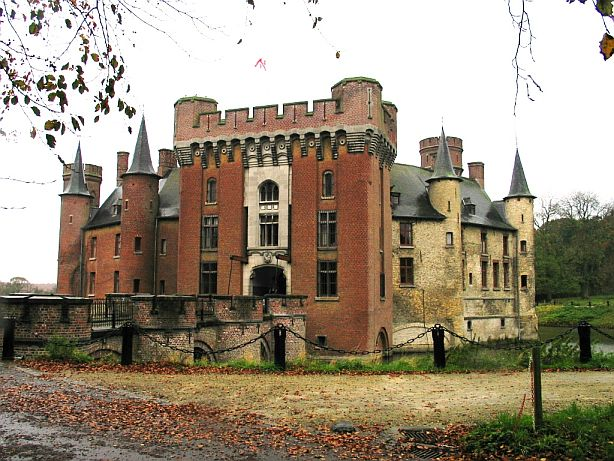
Замок В'їнендале XV століття

Одружившись у 1369 році з Маргаритою Дамп’єрською, герцог Бургундії Філіп Сміливий поклав край незалежності Фландрії. Фландрія стала володінням Валуа-Бургундського дому, який правив Бургундською державою. У 1449 році місто Гент повстало проти герцога Філіпа Доброго. У 1453 році Філіп розгромив повстанців у битві при Гавере, поклавши повстанню край.
Міста Гент і Брюгге раніше діяли фактично як міста-держави  і після смерті герцога Карла Сміливого вони спробували відновити це становище за допомогою Великого привілею, який вони домоглись від дочки та правонаступниці загиблого Карла Марії Бургундської, дружини ерцгерцога Австрійського Максиміліана Габсбурга. У 1482 році ця остання правителька Бургундії померла, зробивши перед смертю свого молодого сина Філіпа Вродливого з дому Габсбургів новим графом Фландрії, а свого чоловіка Максиміліана регентом ще неповнолітнього сина. Фламандські міста підняли ще два повстання, але вони були остаточно приборкані арміями Священної Римської імперії.
Санліський договір 1493 року встановив мир між Францією та Габсбургами, згідно з умовами якого землі Бургундське герцогство залишалось у складі Французького королівства, а усі Бургундські Нідерланди і зокрема колись французькі Артуа та Фландрія увійшли до складу Священної Римської імперії і стали імперськими Сімнадцятьма провінціями.

## Графи
- Список правителів Фландрії

## Виноски
1. ↑  ранні володарі титулувались маркізами